# Kwantitatieve vererving

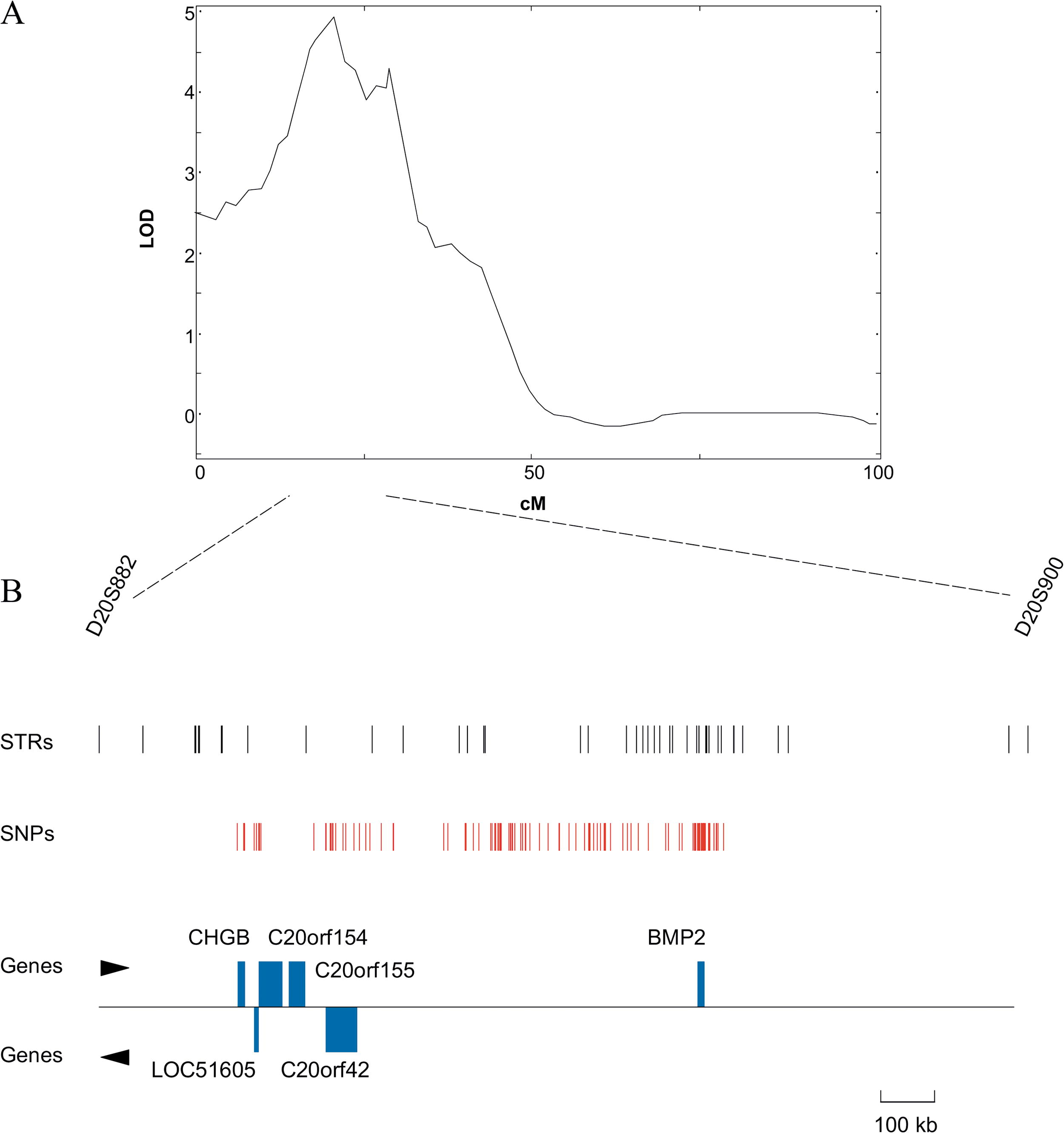
QTL-scan voor osteoporose op een chromosoom

Bij kwantitatieve overerving dragen meestal meerdere genen bij aan de expressie van een kwantitatieve eigenschap, zoals lichaamslengte of -gewicht of de zaadopbrengst van een plant. De locatie of locus van een gen is de quantitative trait locus (QTL).